# Francis Palmes
Francis Palmes (mort en 1719) est un militaire et homme politique britannique. C'était l'un des généraux favoris de duc de Marlborough pendant la guerre de Succession d'Espagne.

## biographie
Francis est le second fils de Francis Palmes (de Carcraig) et d'Elizabeth Taylor, fille de Thomas Taylor de Ballyport.
Après la Glorieuse Révolution, Palmes commence une longue carrière militaire. Il obtient une commission de capitaine dans le régiment du fils aîné du 1er duc de Devonshire en 1688. Il sert en Irlande dans les années 1690 et est promu au rang de lieutenant-colonel. Par la suite, il participe à la guerre de Succession d'Espagne.
Palmes commande un régiment pendant la bataille de Blenheim. Des rapports de cette bataille rapportent que « personne n'a été aussi instrumental au succès de cette journée » que Palmes. Ses efforts ont attiré l'attention du duc de Marlborough. Le duc le recommande pour le grade de brigadier-général ; Palmes est promu en août. Dans les années 1700, Marlborough soutient deux autres Irlandais, William Cadogan et Thomas Meredyth. Palmes agit régulièrement de concert avec les deux hommes. Les trois hommes auraient compté parmi les favoris du duc. Un poème publié en 1707 mentionne leur étroite relation et prétend que Palmes épouserait une fille illégitime de Marlborough. Palmes est promu au rang de major-général en 1707.
Palmes se porte candidat pour une charge politique temporaire le 23 janvier 1707 et est élu, mais il n'est pas réélu en 1708.
À partir de février 1708, il voyage régulièrement, se rendant dans les Provinces-Unies, à Hanovre, en Prusse, à Vienne et en Savoie pour se concerter avec les alliés de la Grande-Bretagne sur les mesures à prendre. Il est promu lieutenant-général de l'armée en 1709 et est nommé plénipotentiaire pour la Pologne en 1718.

### Citations originales
1. ↑  hardly anyone was more instrumental to the success of that day